# 倭姫王

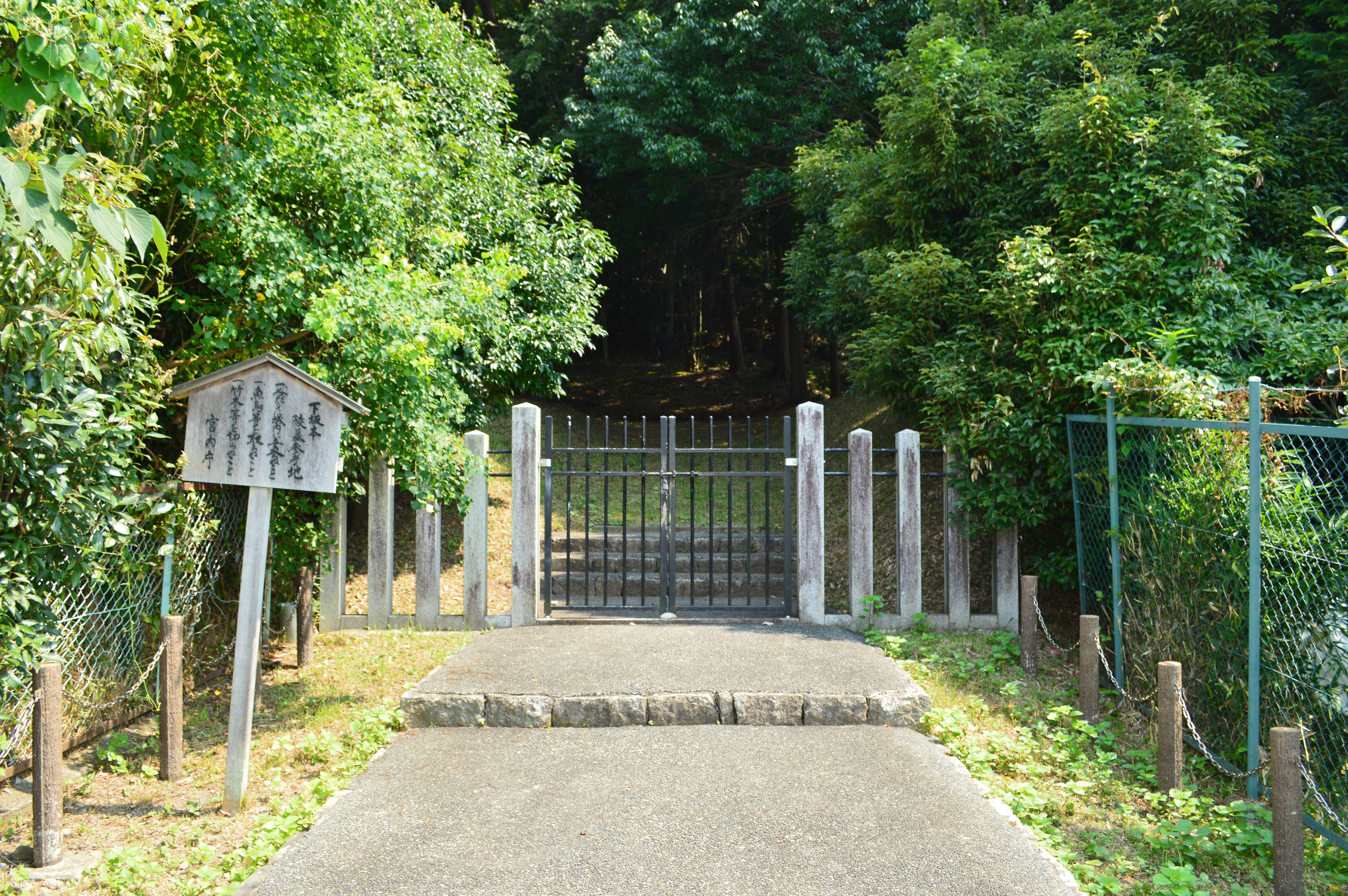
下坂本陵墓参考地
（滋賀県大津市）

倭姫王（やまとひめのおおきみ、生没年不詳）は、飛鳥時代の皇族。舒明天皇の第一皇子･古人大兄皇子の娘。母は未詳。叔父にあたる天智天皇の皇后。ただし、子女は無し。

## 生涯
大化元年9月12日（645年10月7日）、父・古人大兄皇子は謀反の罪で中大兄皇子に誅されたとする説がある。天智天皇7年2月23日（668年4月10日）、中大兄皇子が大王に即位したことにより大后となる。
天智天皇が病に倒れた際、大海人皇子（後の天武天皇）は「倭姫王が即位し、大友皇子が太政大臣として摂政を執るべき」むね進言した。また、天智天皇崩御後に倭姫王の即位または称制があったとする説もある。
天智天皇の危篤・崩御の際に詠んだ歌4首が『万葉集』2-147、2-148、2-149、2-153に収められている。

## 倭姫王が登場する作品
漫画
- 里中満智子『天上の虹』
- 長岡良子『夢の奥城』